# Torneo Apertura 2022 (Paraguay)
El Torneo Apertura 2022 (también llamado Copa de Primera - Tigo - Visión Banco, por motivos de patrocinio comercial), denominado «Homenaje a Luis Alberto Pettengill Castillo» fue la centésima vigésima sexta edición del campeonato oficial de Primera División de la Asociación Paraguaya de Fútbol (APF). Comenzó el 4 de febrero y finalizó el 3 de julio. El Club Libertad se coronó campeón en la penúltima fecha del torneo, al vencer a Cerro Porteño 1 a 0 en un reñido partido.

## Sistema de competición
Como en temporadas anteriores, el modo de disputa es el mismo bajo el sistema de todos contra todos con partidos de ida y vuelta, unos como local y otros como visitante en dos rondas de once jornadas cada una. Es campeón el equipo que acumula la mayor cantidad de puntos al término de las 22 fechas.
En caso de igualdad de puntos entre dos contendientes se define el título en un partido extra. De existir más de dos en disputa se toman en cuenta los siguientes parámetros:
1. saldo de goles.
2. mayor cantidad de goles marcados.
3. mayor cantidad de goles marcados en condición de visitante.
4. sorteo.

Para determinar el descenso, los dos últimos equipos en la tabla de promedios al final de la temporada descenderán a la Intermedia.

## Equipos participantes

### Localización
La mayoría de los clubes (8) se concentra en la capital del país. En tanto que dos se encuentran a corta distancia en ciudades del departamento Central. Por último, uno pertenece al departamento de Guairá y uno al de Alto Paraná. Se incluye al estadio Defensores del Chaco, propiedad de la Asociación Paraguaya de Fútbol, debido a su uso frecuente por equipos que optan oficiar ahí como locales.
- Nota: La sede social y administrativa del club Sol de América se halla en Barrio Obrero, Asunción, pero su campo de juego se ubica en Villa Elisa donde hace de local desde 1985.

| Distrito capital/Departamento | Cantidad | Equipos                                                                                             |
| ----------------------------- | -------- | --------------------------------------------------------------------------------------------------- |
| Asunción                      | 8        | Cerro Porteño - Guaraní - Libertad - Nacional - Olimpia - Resistencia - Sportivo Ameliano - Tacuary |
| Departamento Central          | 2        | 12 de Octubre (I) - Sol de América                                                                  |
| Departamento de Guairá        | 1        | Guaireña                                                                                            |
| Departamento de Alto Paraná   | 1        | General Caballero JLM                                                                               |

### Información de equipos
Listado de los equipos que disputaron el primer torneo de la temporada. El número de equipos participantes para esta temporada fue de 12.
| Equipo                | Ciudad      | Estadio                      | Capacidad | Fundación               | Títulos | Subtítulos | Proovedor     | Patrocinador       |
| --------------------- | ----------- | ---------------------------- | --------- | ----------------------- | ------- | ---------- | ------------- | ------------------ |
| 12 de Octubre         | Itauguá     | Luis Alberto Salinas Tanasio | 10000     | 14 de agosto de 1914    | 0       | 1          | Lotto         | Grupo Bahía        |
| Cerro Porteño         | Asunción    | General Pablo Rojas          | 45000     | 1 de octubre de 1912    | 34      | 34         | Puma          | Tigo               |
| General Caballero JLM | Mallorquín  | Ka'arendy                    | 4500      | 21 de junio de 1962     | 0       | 0          | Kappa         | Comercial San Blás |
| Guaireña              | Villarrica  | Parque del Guairá            | 15000     | 28 de marzo de 2016     | 0       | 0          | Kyrios        | Coopeduc           |
| Guaraní               | Asunción    | Rogelio Silvino Livieres     | 8380      | 12 de octubre de 1903   | 11      | 17         | Kyrios        | Tigo               |
| Libertad              | Asunción    | Tigo La Huerta               | 10100     | 30 de julio de 1905     | 21      | 22         | Puma          | Tigo               |
| Nacional              | Asunción    | Arsenio Erico                | 4434      | 5 de junio de 1904      | 9       | 10         | Kyrios        | Banco Continental  |
| Olimpia               | Asunción    | Manuel Ferreira              | 12000     | 25 de julio de 1902     | 45      | 25         | Nike          | Tigo               |
| Resistencia           | Asunción    | Tomás Beggan Correa          | 6500      | 27 de diciembre de 1917 | 0       | 0          | Lotto         | Tigo               |
| Sol de América        | Villa Elisa | Prof. Luis Alfonso Giagni    | 11000     | 22 de marzo de 1909     | 2       | 12         | Kyrios        | Banco Continental  |
| Sportivo Ameliano     | Asunción    | José Tomás Silva             | 800       | 6 de enero de 1936      | 0       | 0          | Garcis        | Ayres              |
| Tacuary               | Asunción    | Toribio Vargas               | 3000      | 10 de diciembre de 1923 | 0       | 0          | Saltarín Rojo | Electroban         |

### Intercambios de plazas
| Pos  | Descendidos a la División Intermedia          |
| ---- | --------------------------------------------- |
| 9.°  | Sportivo Luqueño (Perdedor de la promoción)   |
| 10.° | River Plate (Último de la tabla de promedios) |

| Pos | Ascendidos de la División Intermedia                                       |
| --- | -------------------------------------------------------------------------- |
| 1.º | General Caballero JLM (Campeón de la División Intermedia 2021)             |
| 2.º | Resistencia (Subcampeón de la División Intermedia 2021)                    |
| 3.º | Tacuary (Tercero en la tabla de posiciones de la División Intermedia 2021) |
| 4.º | Sportivo Ameliano (Ganador de la promoción)                                |

## Clasificación
| Pos. | Equipo                | Pts. | PJ | G  | E | P  | GF | GC | Dif. |  |
| ---- | --------------------- | ---- | -- | -- | - | -- | -- | -- | ---- |  |
| 1    | Libertad (C)          | 57   | 22 | 18 | 3 | 1  | 49 | 14 | +35  |  |
| 2    | Cerro Porteño         | 50   | 22 | 16 | 2 | 4  | 38 | 13 | +25  |  |
| 3    | Olimpia               | 43   | 22 | 13 | 4 | 5  | 41 | 23 | +18  |  |
| 4    | Guaraní               | 32   | 22 | 9  | 5 | 8  | 30 | 24 | +6   |  |
| 5    | Resistencia           | 28   | 22 | 7  | 7 | 8  | 30 | 36 | −6   |  |
| 6    | Nacional              | 26   | 22 | 7  | 5 | 10 | 27 | 32 | −5   |  |
| 7    | Sol de América        | 25   | 22 | 6  | 7 | 9  | 20 | 28 | −8   |  |
| 8    | Guaireña              | 23   | 22 | 5  | 8 | 9  | 21 | 26 | −5   |  |
| 9    | General Caballero JLM | 23   | 22 | 6  | 5 | 11 | 23 | 33 | −10  |  |
| 10   | Tacuary               | 22   | 22 | 6  | 4 | 12 | 16 | 29 | −13  |  |
| 11   | Sportivo Ameliano     | 19   | 22 | 5  | 4 | 13 | 25 | 38 | −13  |  |
| 12   | 12 de Octubre         | 17   | 22 | 3  | 8 | 11 | 16 | 40 | −24  |  |

Actualizado a los partidos jugados el 3 de julio de 2022.
 Fuente: APF
| (C) | Clasifica a la Copa Libertadores 2023. |

## Evolución de la clasificación
| Equipo \ Jornada      | 01 | 02 | 03 | 04 | 05 | 06 | 07 | 08 | 09 | 10 | 11 | 12 | 13 | 14 | 15 | 16 | 17 | 18 | 19 | 20 | 21 | 22 |
| --------------------- | -- | -- | -- | -- | -- | -- | -- | -- | -- | -- | -- | -- | -- | -- | -- | -- | -- | -- | -- | -- | -- | -- |
| 12 de Octubre         | 12 | 11 | 7  | 6  | 8  | 7  | 10 | 12 | 11 | 11 | 12 | 12 | 10 | 10 | 11 | 12 | 12 | 11 | 12 | 11 | 11 | 12 |
| Cerro Porteño         | 2  | 3  | 2  | 1  | 1  | 2  | 2  | 2  | 2  | 1  | 2  | 2  | 2  | 2  | 2  | 2  | 2  | 2  | 2  | 2  | 2  | 2  |
| General Caballero JLM | 4  | 8  | 6  | 7  | 9  | 9  | 12 | 9  | 10 | 10 | 10 | 10 | 11 | 11 | 12 | 10 | 11 | 10 | 10 | 10 | 10 | 9  |
| Guaireña              | 8  | 10 | 8  | 12 | 11 | 11 | 8  | 10 | 9  | 7  | 8  | 9  | 9  | 9  | 9  | 8  | 7  | 8  | 8  | 8  | 8  | 8  |
| Guaraní               | 9  | 9  | 11 | 10 | 6  | 5  | 6  | 7  | 7  | 8  | 9  | 8  | 8  | 8  | 6  | 5  | 5  | 5  | 4  | 4  | 4  | 4  |
| Libertad              | 1  | 1  | 4  | 2  | 2  | 1  | 1  | 1  | 1  | 2  | 1  | 1  | 1  | 1  | 1  | 1  | 1  | 1  | 1  | 1  | 1  | 1  |
| Nacional              | 6  | 6  | 9  | 9  | 7  | 8  | 11 | 8  | 5  | 5  | 5  | 6  | 6  | 7  | 5  | 7  | 8  | 6  | 6  | 6  | 6  | 6  |
| Olimpia               | 5  | 4  | 5  | 5* | 4* | 4* | 3  | 4  | 4  | 4  | 4  | 3  | 3  | 4  | 3  | 3  | 3  | 3  | 3  | 3  | 3  | 3  |
| Resistencia           | 3  | 2  | 1  | 3  | 3  | 3  | 4  | 3  | 3  | 3  | 3  | 4  | 4  | 3  | 4  | 4  | 4  | 4  | 5  | 5  | 5  | 5  |
| Sol de América        | 7  | 5  | 3  | 4* | 5* | 6* | 5  | 5  | 6  | 6  | 6  | 5  | 5  | 5  | 7  | 6  | 6  | 7  | 7  | 7  | 7  | 7  |
| Sportivo Ameliano     | 10 | 12 | 12 | 8  | 10 | 12 | 9  | 11 | 12 | 12 | 11 | 11 | 12 | 12 | 10 | 11 | 10 | 12 | 11 | 12 | 12 | 11 |
| Tacuary               | 11 | 9  | 10 | 11 | 12 | 10 | 7  | 6  | 8  | 9  | 7  | 7  | 7  | 6  | 8  | 9  | 9  | 9  | 9  | 9  | 9  | 10 |

Notas:
* Indica la posición del equipo con un partido pendiente.

## Fixture
- Los horarios son correspondientes a la hora local de verano (UTC-3) y horario estándar (UTC-4), Asunción, Paraguay.

### Primera vuelta
| Fecha 1        | Fecha 1   | Fecha 1               | Fecha 1              | Fecha 1      | Fecha 1 |
| Local          | Resultado | Visitante             | Estadio              | Día          | Hora    |
| -------------- | --------- | --------------------- | -------------------- | ------------ | ------- |
| Sol de América | 0 - 0     | Nacional              | Luis Alfonso Giagni  | 4 de febrero | 18:15   |
| Olimpia        | 2 - 2     | General Caballero JLM | Manuel Ferreira      | 4 de febrero | 20:30   |
| Resistencia    | 1 - 0     | Tacuary               | Defensores del Chaco | 5 de febrero | 18:30   |
| 12 de Octubre  | 1 - 6     | Libertad              | Luis Salinas         | 5 de febrero | 20:45   |
| Guaireña       | 0 - 0     | Guaraní               | Parque del Guairá    | 6 de febrero | 18:15   |
| Cerro Porteño  | 3 - 2     | Sportivo Ameliano     | General Pablo Rojas  | 6 de febrero | 20:30   |

| Fecha 2           | Fecha 2   | Fecha 2               | Fecha 2              | Fecha 2       | Fecha 2 |
| Local             | Resultado | Visitante             | Estadio              | Día           | Hora    |
| ----------------- | --------- | --------------------- | -------------------- | ------------- | ------- |
| Tacuary           | 1 - 1     | 12 de Octubre         | Manuel Ferreira      | 11 de febrero | 18:15   |
| Sportivo Ameliano | 1 - 4     | Resistencia           | Defensores del Chaco | 11 de febrero | 20:30   |
| Guaireña          | 1 - 3     | Olimpia               | Parque del Guairá    | 12 de febrero | 18:30   |
| Libertad          | 1 - 0     | General Caballero JLM | Dr. Nicolás Leoz     | 12 de febrero | 20:45   |
| Guaraní           | 0 - 1     | Sol de América        | Rogelio Livieres     | 13 de febrero | 18:15   |
| Nacional          | 2 - 3     | Cerro Porteño         | Arsenio Erico        | 13 de febrero | 20:30   |

| Fecha 3               | Fecha 3   | Fecha 3           | Fecha 3              | Fecha 3       | Fecha 3 |
| Local                 | Resultado | Visitante         | Estadio              | Día           | Hora    |
| --------------------- | --------- | ----------------- | -------------------- | ------------- | ------- |
| 12 de Octubre         | 2 - 1     | Sportivo Ameliano | Luis Salinas         | 18 de febrero | 18:15   |
| Resistencia           | 3 - 1     | Nacional          | Defensores del Chaco | 18 de febrero | 20:30   |
| Cerro Porteño         | 2 - 0     | Guaraní           | General Pablo Rojas  | 19 de febrero | 18:15   |
| General Caballero JLM | 2 - 0     | Tacuary           | Antonio Aranda       | 19 de febrero | 20:30   |
| Sol de América        | 1 - 0     | Guaireña          | Luis Alfonso Giagni  | 20 de febrero | 18:00   |
| Olimpia               | 2 - 2     | Libertad          | Manuel Ferreira      | 20 de febrero | 20:15   |

| Fecha 4           | Fecha 4   | Fecha 4               | Fecha 4              | Fecha 4       | Fecha 4 |
| Local             | Resultado | Visitante             | Estadio              | Día           | Hora    |
| ----------------- | --------- | --------------------- | -------------------- | ------------- | ------- |
| Sportivo Ameliano | 1 - 0     | General Caballero JLM | Martín Torres        | 25 de febrero | 18:15   |
| Nacional          | 2 - 2     | 12 de Octubre         | Arsenio Erico        | 25 de febrero | 20:30   |
| Guaraní           | 3 - 3     | Resistencia           | Rogelio Livieres     | 26 de febrero | 18:15   |
| Guaireña          | 0 - 2     | Cerro Porteño         | Parque del Guairá    | 27 de febrero | 18:00   |
| Tacuary           | 0 - 1     | Libertad              | Defensores del Chaco | 27 de febrero | 20:15   |
| Sol de América    | 0 - 1     | Olimpia               | Antonio Aranda       | 26 de marzo   | 18:00   |

| Fecha 5               | Fecha 5   | Fecha 5           | Fecha 5              | Fecha 5    | Fecha 5 |
| Local                 | Resultado | Visitante         | Estadio              | Día        | Hora    |
| --------------------- | --------- | ----------------- | -------------------- | ---------- | ------- |
| General Caballero JLM | 1 - 2     | Nacional          | Gunther Vogel        | 4 de marzo | 19:00   |
| Resistencia           | 2 - 2     | Guaireña          | Defensores del Chaco | 5 de marzo | 18:00   |
| Cerro Porteño         | 4 - 0     | Sol de América    | General Pablo Rojas  | 5 de marzo | 20:15   |
| Libertad              | 2 - 0     | Sportivo Ameliano | Dr. Nicolás Leoz     | 6 de marzo | 18:00   |
| Olimpia               | 2 - 0     | Tacuary           | Manuel Ferreira      | 6 de marzo | 20:15   |
| 12 de Octubre         | 1 - 3     | Guaraní           | Luis Salinas         | 7 de marzo | 19:00   |

| Fecha 6           | Fecha 6   | Fecha 6               | Fecha 6             | Fecha 6     | Fecha 6 |
| Local             | Resultado | Visitante             | Estadio             | Día         | Hora    |
| ----------------- | --------- | --------------------- | ------------------- | ----------- | ------- |
| Sportivo Ameliano | 0 - 2     | Tacuary               | Martín Torres       | 11 de marzo | 19:00   |
| Sol de América    | 1 - 1     | Resistencia           | Luis Alfonso Giagni | 12 de marzo | 18:00   |
| Guaraní           | 3 - 1     | General Caballero JLM | Rogelio Livieres    | 12 de marzo | 20:15   |
| Cerro Porteño     | 0 - 2     | Olimpia               | General Pablo Rojas | 13 de marzo | 18:00   |
| Guaireña          | 0 - 0     | 12 de Octubre         | Parque del Guairá   | 14 de marzo | 18:00   |
| Nacional          | 0 - 3     | Libertad              | Arsenio Erico       | 14 de marzo | 20:15   |

| Fecha 7               | Fecha 7   | Fecha 7           | Fecha 7              | Fecha 7     | Fecha 7 |
| Local                 | Resultado | Visitante         | Estadio              | Día         | Hora    |
| --------------------- | --------- | ----------------- | -------------------- | ----------- | ------- |
| 12 de Octubre         | 0 - 1     | Sol de América    | Luis Salinas         | 19 de marzo | 18:00   |
| Resistencia           | 0 - 3     | Cerro Porteño     | Defensores del Chaco | 19 de marzo | 20:15   |
| Libertad              | 2 - 0     | Guaraní           | Dr. Nicolás Leoz     | 20 de marzo | 18:00   |
| Olimpia               | 0 - 2     | Sportivo Ameliano | Manuel Ferreira      | 20 de marzo | 20:15   |
| Tacuary               | 2 - 1     | Nacional          | River Plate          | 21 de marzo | 18:00   |
| General Caballero JLM | 0 - 1     | Guaireña          | Defensores del Chaco | 21 de marzo | 20:15   |

| Fecha 8        | Fecha 8   | Fecha 8               | Fecha 8              | Fecha 8    | Fecha 8 |
| Local          | Resultado | Visitante             | Estadio              | Día        | Hora    |
| -------------- | --------- | --------------------- | -------------------- | ---------- | ------- |
| Cerro Porteño  | 2 - 0     | 12 de Octubre         | General Pablo Rojas  | 1 de abril | 18:00   |
| Resistencia    | 2 - 1     | Olimpia               | Defensores del Chaco | 1 de abril | 20:15   |
| Guaireña       | 2 - 3     | Libertad              | Parque del Guairá    | 2 de abril | 18:00   |
| Sol de América | 2 - 3     | General Caballero JLM | Luis Alfonso Giagni  | 2 de abril | 20:15   |
| Nacional       | 2 - 1     | Sportivo Ameliano     | Arsenio Erico        | 3 de abril | 18:00   |
| Guaraní        | 1 - 2     | Tacuary               | Rogelio Livieres     | 3 de abril | 20:15   |

| Fecha 9               | Fecha 9   | Fecha 9        | Fecha 9          | Fecha 9     | Fecha 9 |
| Local                 | Resultado | Visitante      | Estadio          | Día         | Hora    |
| --------------------- | --------- | -------------- | ---------------- | ----------- | ------- |
| 12 de Octubre         | 1 - 1     | Resistencia    | Luis Salinas     | 8 de abril  | 18:00   |
| Olimpia               | 1 - 2     | Nacional       | Manuel Ferreira  | 8 de abril  | 20:15   |
| General Caballero JLM | 0 - 0     | Cerro Porteño  | Ka'arendy        | 9 de abril  | 18:00   |
| Sportivo Ameliano     | 0 - 1     | Guaraní        | Martín Torres    | 9 de abril  | 20:15   |
| Libertad              | 3 - 1     | Sol de América | Dr. Nicolás Leoz | 10 de abril | 18:00   |
| Tacuary               | 0 - 1     | Guaireña       | River Plate      | 10 de abril | 20:15   |

| Fecha 10       | Fecha 10  | Fecha 10              | Fecha 10            | Fecha 10    | Fecha 10 |
| Local          | Resultado | Visitante             | Estadio             | Día         | Hora     |
| -------------- | --------- | --------------------- | ------------------- | ----------- | -------- |
| 12 de Octubre  | 0 - 0     | Olimpia               | Luis Salinas        | 16 de abril | 17:30    |
| Guaraní        | 0 - 1     | Nacional              | Rogelio Livieres    | 16 de abril | 19:45    |
| Guaireña       | 2 - 1     | Sportivo Ameliano     | Parque del Guairá   | 17 de abril | 15:45    |
| Cerro Porteño  | 4 - 0     | Libertad              | General Pablo Rojas | 17 de abril | 18:00    |
| Resistencia    | 2 - 1     | General Caballero JLM | River Plate         | 17 de abril | 20:15    |
| Sol de América | 1 - 0     | Tacuary               | Luis Alfonso Giagni | 18 de abril | 20:15    |

| Fecha 11              | Fecha 11  | Fecha 11       | Fecha 11             | Fecha 11    | Fecha 11 |
| Local                 | Resultado | Visitante      | Estadio              | Día         | Hora     |
| --------------------- | --------- | -------------- | -------------------- | ----------- | -------- |
| Olimpia               | 1 - 0     | Guaraní        | Manuel Ferreira      | 19 de abril | 20:00    |
| General Caballero JLM | 0 - 0     | 12 de Octubre  | Ka'arendy            | 20 de abril | 18:00    |
| Nacional              | 3 - 1     | Guaireña       | Arsenio Erico        | 20 de abril | 18:00    |
| Libertad              | 2 - 2     | Resistencia    | Dr. Nicolás Leoz     | 20 de abril | 20:15    |
| Tacuary               | 2 - 0     | Cerro Porteño  | Defensores del Chaco | 21 de abril | 18:00    |
| Sportivo Ameliano     | 3 - 1     | Sol de América | Martín Torres        | 21 de abril | 20:15    |

### Segunda vuelta
| Fecha 12              | Fecha 12  | Fecha 12       | Fecha 12             | Fecha 12    | Fecha 12 |
| Local                 | Resultado | Visitante      | Estadio              | Día         | Hora     |
| --------------------- | --------- | -------------- | -------------------- | ----------- | -------- |
| Libertad              | 4 - 0     | 12 de Octubre  | Tigo La Huerta       | 23 de abril | 17:30    |
| General Caballero JLM | 2 - 3     | Olimpia        | Ka'arendy            | 23 de abril | 20:15    |
| Sportivo Ameliano     | 0 - 1     | Cerro Porteño  | Defensores del Chaco | 24 de abril | 17:30    |
| Guaraní               | 2 - 1     | Guaireña       | Rogelio Livieres     | 24 de abril | 19:45    |
| Tacuary               | 3 - 1     | Resistencia    | Feliciano Cáceres    | 25 de abril | 18:00    |
| Nacional              | 0 - 3     | Sol de América | Arsenio Erico        | 25 de abril | 20:15    |

| Fecha 13              | Fecha 13  | Fecha 13          | Fecha 13             | Fecha 13    | Fecha 13 |
| Local                 | Resultado | Visitante         | Estadio              | Día         | Hora     |
| --------------------- | --------- | ----------------- | -------------------- | ----------- | -------- |
| Resistencia           | 3 - 0     | Sportivo Ameliano | Defensores del Chaco | 29 de abril | 18:00    |
| 12 de Octubre         | 2 - 0     | Tacuary           | Luis Salinas         | 29 de abril | 20:15    |
| General Caballero JLM | 0 - 1     | Libertad          | Ka'arendy            | 30 de abril | 17:30    |
| Cerro Porteño         | 1 - 0     | Nacional          | General Pablo Rojas  | 30 de abril | 19:45    |
| Sol de América        | 2 - 2     | Guaraní           | Luis Alfonso Giagni  | 1 de mayo   | 17:00    |
| Olimpia               | 1 - 0     | Guaireña          | Manuel Ferreira      | 1 de mayo   | 19:15    |

| Fecha 14          | Fecha 14  | Fecha 14              | Fecha 14             | Fecha 14  | Fecha 14 |
| Local             | Resultado | Visitante             | Estadio              | Día       | Hora     |
| ----------------- | --------- | --------------------- | -------------------- | --------- | -------- |
| Nacional          | 1 - 2     | Resistencia           | Arsenio Erico        | 6 de mayo | 18:00    |
| Sportivo Ameliano | 2 - 2     | 12 de Octubre         | Martín Torres        | 6 de mayo | 20:15    |
| Tacuary           | 0 - 0     | General Caballero JLM | River Plate          | 7 de mayo | 17:00    |
| Libertad          | 1 - 0     | Olimpia               | Tigo La Huerta       | 7 de mayo | 19:15    |
| Guaireña          | 2 - 1     | Sol de América        | Parque del Guairá    | 8 de mayo | 17:00    |
| Guaraní           | 1 - 2     | Cerro Porteño         | Defensores del Chaco | 8 de mayo | 19:15    |

| Fecha 15              | Fecha 15  | Fecha 15          | Fecha 15            | Fecha 15   | Fecha 15 |
| Local                 | Resultado | Visitante         | Estadio             | Día        | Hora     |
| --------------------- | --------- | ----------------- | ------------------- | ---------- | -------- |
| 12 de Octubre         | 1 - 2     | Nacional          | Luis Salinas        | 9 de mayo  | 19:00    |
| General Caballero JLM | 0 - 3     | Sportivo Ameliano | Ka'arendy           | 10 de mayo | 18:00    |
| Libertad              | 3 - 0     | Tacuary           | Tigo La Huerta      | 10 de mayo | 20:00    |
| Olimpia               | 1 - 0     | Sol de América    | Manuel Ferreira     | 11 de mayo | 18:00    |
| Cerro Porteño         | 0 - 0     | Guaireña          | General Pablo Rojas | 11 de mayo | 20:15    |
| Resistencia           | 1 - 2     | Guaraní           | River Plate         | 11 de mayo | 20:15    |

| Fecha 16          | Fecha 16  | Fecha 16              | Fecha 16             | Fecha 16   | Fecha 16 |
| Local             | Resultado | Visitante             | Estadio              | Día        | Hora     |
| ----------------- | --------- | --------------------- | -------------------- | ---------- | -------- |
| Nacional          | 1 - 2     | General Caballero JLM | Arsenio Erico        | 13 de mayo | 20:00    |
| Guaireña          | 0 - 0     | Resistencia           | Parque del Guairá    | 14 de mayo | 16:00    |
| Sol de América    | 2 - 1     | Cerro Porteño         | Defensores del Chaco | 14 de mayo | 19:15    |
| Sportivo Ameliano | 1 - 3     | Libertad              | Arsenio Erico        | 15 de mayo | 17:00    |
| Tacuary           | 1 - 4     | Olimpia               | Defensores del Chaco | 15 de mayo | 19:15    |
| Guaraní           | 3 - 0     | 12 de Octubre         | Rogelio Livieres     | 16 de mayo | 20:00    |

| Fecha 17              | Fecha 17  | Fecha 17          | Fecha 17             | Fecha 17   | Fecha 17 |
| Local                 | Resultado | Visitante         | Estadio              | Día        | Hora     |
| --------------------- | --------- | ----------------- | -------------------- | ---------- | -------- |
| Tacuary               | 1 - 0     | Sportivo Ameliano | River Plate          | 20 de mayo | 17:30    |
| Resistencia           | 0 - 0     | Sol de América    | River Plate          | 21 de mayo | 16:30    |
| General Caballero JLM | 0 - 4     | Guaraní           | Ka'arendy            | 21 de mayo | 19:00    |
| Olimpia               | 0 - 4     | Cerro Porteño     | Defensores del Chaco | 22 de mayo | 16:30    |
| Libertad              | 1 - 0     | Nacional          | Tigo La Huerta       | 22 de mayo | 19:15    |
| 12 de Octubre         | 0 - 4     | Guaireña          | Defensores del Chaco | 30 de mayo | 17:00    |

| Fecha 18          | Fecha 18  | Fecha 18              | Fecha 18            | Fecha 18    | Fecha 18 |
| Local             | Resultado | Visitante             | Estadio             | Día         | Hora     |
| ----------------- | --------- | --------------------- | ------------------- | ----------- | -------- |
| Guaireña          | 1 - 2     | General Caballero JLM | Parque del Guairá   | 12 de junio | 16:30    |
| Sol de América    | 0 - 0     | 12 de Octubre         | Luis Alfonso Giagni | 12 de junio | 18:45    |
| Nacional          | 3 - 0     | Tacuary               | Arsenio Erico       | 13 de junio | 17:00    |
| Guaraní           | 1 - 1     | Libertad              | Rogelio Livieres    | 13 de junio | 19:15    |
| Sportivo Ameliano | 1 - 4     | Olimpia               | River Plate         | 14 de junio | 17:00    |
| Cerro Porteño     | 1 - 0     | Resistencia           | General Pablo Rojas | 14 de junio | 19:15    |

| Fecha 19              | Fecha 19  | Fecha 19       | Fecha 19             | Fecha 19    | Fecha 19 |
| Local                 | Resultado | Visitante      | Estadio              | Día         | Hora     |
| --------------------- | --------- | -------------- | -------------------- | ----------- | -------- |
| General Caballero JLM | 1 - 1     | Sol de América | Ka'arendy            | 17 de junio | 17:00    |
| Libertad              | 2 - 0     | Guaireña       | Tigo La Huerta       | 17 de junio | 19:15    |
| 12 de Octubre         | 0 - 1     | Cerro Porteño  | Defensores del Chaco | 18 de junio | 16:30    |
| Sportivo Ameliano     | 2 - 2     | Nacional       | Martín Torres        | 18 de junio | 18:45    |
| Olimpia               | 6 - 1     | Resistencia    | Manuel Ferreira      | 19 de junio | 16:30    |
| Tacuary               | 0 - 2     | Guaraní        | River Plate          | 19 de junio | 18:45    |

| Fecha 20       | Fecha 20  | Fecha 20              | Fecha 20             | Fecha 20    | Fecha 20 |
| Local          | Resultado | Visitante             | Estadio              | Día         | Hora     |
| -------------- | --------- | --------------------- | -------------------- | ----------- | -------- |
| Sol de América | 0 - 3     | Libertad              | Luis Alfonso Giagni  | 21 de junio | 18:30    |
| Cerro Porteño  | 3 - 1     | General Caballero JLM | General Pablo Rojas  | 21 de junio | 18:30    |
| Resistencia    | 0 - 1     | 12 de Octubre         | Defensores del Chaco | 22 de junio | 17:00    |
| Nacional       | 1 - 1     | Olimpia               | Arsenio Erico        | 22 de junio | 19:15    |
| Guaraní        | 1 - 1     | Sportivo Ameliano     | Rogelio Livieres     | 23 de junio | 17:00    |
| Guaireña       | 0 - 0     | Tacuary               | Parque del Guairá    | 23 de junio | 19:15    |

| Fecha 21              | Fecha 21  | Fecha 21       | Fecha 21             | Fecha 21    | Fecha 21 |
| Local                 | Resultado | Visitante      | Estadio              | Día         | Hora     |
| --------------------- | --------- | -------------- | -------------------- | ----------- | -------- |
| General Caballero JLM | 2 - 1     | Resistencia    | Antonio Aranda       | 25 de junio | 17:00    |
| Libertad (C)          | 1 - 0     | Cerro Porteño  | Tigo La Huerta       | 25 de junio | 19:15    |
| Olimpia               | 4 - 1     | 12 de Octubre  | Manuel Ferreira      | 26 de junio | 16:30    |
| Nacional              | 0 - 1     | Guaraní        | Arsenio Erico        | 26 de junio | 18:45    |
| Sportivo Ameliano     | 2 - 2     | Guaireña       | Defensores del Chaco | 27 de junio | 17:00    |
| Tacuary               | 2 - 2     | Sol de América | Feliciano Cáceres    | 27 de junio | 19:15    |

| Fecha 22       | Fecha 22  | Fecha 22              | Fecha 22             | Fecha 22   | Fecha 22 |
| Local          | Resultado | Visitante             | Estadio              | Día        | Hora     |
| -------------- | --------- | --------------------- | -------------------- | ---------- | -------- |
| Guaireña       | 1 - 1     | Nacional              | Parque del Guairá    | 1 de julio | 17:00    |
| Sol de América | 0 - 1     | Sportivo Ameliano     | Luis Alfonso Giagni  | 1 de julio | 19:15    |
| Cerro Porteño  | 1 - 0     | Tacuary               | General Pablo Rojas  | 2 de julio | 17:00    |
| Resistencia    | 0 - 4     | Libertad              | Defensores del Chaco | 2 de julio | 19:15    |
| 12 de Octubre  | 1 - 3     | General Caballero JLM | Feliciano Cáceres    | 3 de julio | 16:00    |
| Guaraní        | 0 - 2     | Olimpia               | Defensores del Chaco | 3 de julio | 18:15    |

### Resultados
| Local \ Visitante     | 12O | CPO | GCM | GRÑ | GUA | LIB | NAC | SOL | OLI | RES | AME | TAC |
| --------------------- | --- | --- | --- | --- | --- | --- | --- | --- | --- | --- | --- | --- |
| 12 de Octubre         |     | 0–1 | 1–3 | 0–4 | 1–3 | 1–6 | 1–2 | 0–1 | 0–0 | 1–1 | 2–1 | 2–0 |
| Cerro Porteño         | 2–0 |     | 3–1 | 0–0 | 2–0 | 4–0 | 1–0 | 4–0 | 0–2 | 1–0 | 3–2 | 1–0 |
| General Caballero JLM | 0–0 | 0–0 |     | 0–1 | 0–4 | 0–1 | 1–2 | 1–1 | 2–3 | 2–1 | 0–3 | 2–0 |
| Guaireña              | 0–0 | 0–2 | 1–2 |     | 0–0 | 2–3 | 1–1 | 2–1 | 1–3 | 0–0 | 2–1 | 0–0 |
| Guaraní               | 3–0 | 1–2 | 3–1 | 2–1 |     | 1–1 | 0–1 | 0–1 | 0–2 | 3–3 | 1–1 | 1–2 |
| Libertad              | 4–0 | 1–0 | 1–0 | 2–0 | 2–0 |     | 1–0 | 3–1 | 1–0 | 2–2 | 2–0 | 3–0 |
| Nacional              | 2–2 | 2–3 | 1–2 | 3–1 | 0–1 | 0–3 |     | 0–3 | 1–1 | 1–2 | 2–1 | 3–0 |
| Sol de América        | 0–0 | 2–1 | 2–3 | 1–0 | 2–2 | 0–3 | 0–0 |     | 0–1 | 1–1 | 0–1 | 1–0 |
| Olimpia               | 4–1 | 0–4 | 2–2 | 1–0 | 1–0 | 2–2 | 1–2 | 1–0 |     | 6–1 | 0–2 | 2–0 |
| Resistencia           | 0–1 | 0–3 | 2–1 | 2–2 | 1–2 | 0–4 | 3–1 | 0–0 | 2–1 |     | 3–0 | 1–0 |
| Sportivo Ameliano     | 2–2 | 0–1 | 1–0 | 2–2 | 0–1 | 1–3 | 2–2 | 3–1 | 1–4 | 1–4 |     | 0–2 |
| Tacuary               | 1–1 | 2–0 | 0–0 | 0–1 | 0–2 | 0–1 | 2–1 | 2–2 | 1–4 | 3–1 | 1–0 |     |

## Campeón
|                      |
| Libertad 22.° título |

## Tabla de promedios
| Pos. | Equipo                | Prom. | Pts. | PJ | '20 | '21 | '22 |
| ---- | --------------------- | ----- | ---- | -- | --- | --- | --- |
| 1.°  | Cerro Porteño         | 2.033 | 185  | 91 | 69  | 66  | 50  |
| 2.°  | Libertad              | 2.022 | 184  | 91 | 62  | 65  | 57  |
| 3.°  | Olimpia               | 1.714 | 156  | 91 | 62  | 51  | 43  |
| 4.°  | Guaraní               | 1.670 | 152  | 91 | 59  | 61  | 32  |
| 5.°  | Nacional              | 1.319 | 120  | 91 | 44  | 50  | 26  |
| 6.°  | Resistencia           | 1.273 | 28   | 22 | —   | —   | 28  |
| 7.°  | Guaireña              | 1.187 | 108  | 91 | 41  | 44  | 23  |
| 8.°  | Sol de América        | 1.121 | 102  | 91 | 35  | 42  | 25  |
| 9.°  | 12 de Octubre         | 1.110 | 101  | 91 | 41  | 43  | 17  |
| 10.° | General Caballero JLM | 1.045 | 23   | 22 | —   | —   | 23  |
| 11.° | Tacuary               | 1.000 | 22   | 22 | —   | —   | 22  |
| 12.° | Sportivo Ameliano     | 0.864 | 19   | 22 | —   | —   | 19  |

     En zona de descenso a la División Intermedia.

## Goleadores
| Pos. | Jugador            | Club                  | Goles |
| ---- | ------------------ | --------------------- | ----- |
| 1    | Fernando Fernández | Guaraní               | 13    |
| 2    | Facundo Bruera     | Nacional              | 12    |
| 3    | Julio Enciso       | Libertad              | 11    |
| 4    | Robert Morales     | Cerro Porteño         | 8     |
| 5    | Guillermo Paiva    | Olimpia               | 8     |
| 6    | Alfio Oviedo       | Cerro Porteño         | 8     |
| 7    | Junior Marabel     | General Caballero JLM | 8     |
| 8    | Roque Santa Cruz   | Libertad              | 7     |
| 9    | Walter González    | Olimpia               | 7     |
| 10   | Alejandro Silva    | Olimpia               | 7     |
| 11   | Diego Martínez     | Resistencia           | 7     |
| 12   | Lorenzo Melgarejo  | Libertad              | 6     |
| 13   | Derlis González    | Olimpia               | 6     |
| 14   | Hugo Valdez        | Tacuary               | 5     |
| 15   | Claudio Aquino     | Cerro Porteño         | 5     |